# Henry Kotowski
Henry Cott’n Kotowski (* 24. September 1944 in Alt Grottkau, Landkreis Grottkau, Provinz Oberschlesien; † 4. Juli 2019) war ein deutscher Schlagzeuger, Gitarrist, Sänger und Komponist.

## Musikalische Entwicklung
1959 begann Kotowski seine musikalische Laufbahn als Schlagzeuger bei der Band Franke Echo Quintett. Von 1962 bis 1964 spielte er bei den Telestars, die sich aus dem Franke Echo Quintett rekrutierten. Im Jahr 1964 gründete Kotowski die Beatband Sputniks, die mit ihrem Gitarrensound als die „Shadows des Ostens“ für Furore sorgte und eine der Spitzenbands in der Beatbewegung der DDR wurde. Bekannt wurde die Band mit dem von Kotowski komponierten Titel Gitarren-Twist, der 1964 als Single beim DDR-Label Amiga erschien.
Mit der Rede von Walter Ulbricht auf dem 11. Plenum des ZK der SED 1965 über das Yeah der Beatles als Beispiel für westliche Beatmusik („Ist es denn wirklich so, dass wir jeden Dreck, der vom Westen kommt, nu kopieren müssen? Ich denke, Genossen, mit der Monotonie des Je-Je-Je, und wie das alles heißt, ja, sollte man doch Schluss machen.“) wurden die Sputniks 1966 verboten. Kotowski wechselte in die Uve Schikora Combo aus Dresden.
1967 gründete er seine erste eigene Band, das Henry Kotowski Sextett. Nachdem Udo Jacob und Dieter Hertrampf die Udo Wendel Combo verlassen hatten, schlossen sich Peter Meyer und Harry Jeske im Mai 1969 dem Henry Kotowski Sextett an. Neben Meyer und Jeske gehörte auch Herbert Dreilich zur Band. Als Meyer und Jeske im Herbst 1969 die Puhdys gründeten, begann Kotowski eine Solokarriere als Sänger und schrieb unter anderem Titel für Manfred Krug.
Inzwischen hatte er ein Studium an der Hochschule für Musik „Hanns Eisler“ Berlin begonnen, das er 1971 beendete. Im selben Jahr trat er mit den Titeln Geh nicht allein und Du warst da in der Jahresabschlusssendung des Schlagerstudios im DDR-Fernsehen auf.
Zeitweilig schloss Kotowski sich dem Gerd Michaelis Chor an. 1974 wurde er Sänger der Theo Schumann Combo. Ein Jahr später gab er kurze Intermezzi bei der Modern Soul Band und Klaus Lenz. In den Jahren 1976 bis 1978 arbeitete er mit Peter Paulick als Peter & Cott’n zusammen, einem erfolgreichen Country-Duo. 1978 trennte man sich wieder.
Während Paulick mit Thomas Friedrich als Peter und Paul spielte, arbeitete Kotowski wieder solistisch und nahm den Titel Gitarren-Ben beim DDR-Rundfunk auf. Weitere Eigenkompositionen mit Arrangements von Horst Krüger folgten.
1984 siedelte Kotowski in die Bundesrepublik Deutschland über und widmete sich als Cott’n Feels ausschließlich der Countrymusik. 1994 kehrte er nach Berlin zurück und belebte die Beatband Sputniks neu. Neben Beatstandards präsentiert die Band einen einzigartigen Musikstil. Altbekannte und moderne Popsongs werden im Stil traditioneller Beatmusik der 1960er Jahre vorgetragen. Daneben spielte er in der Countryband Hufnagel. Kotowski komponierte auch Filmmusiken. So schrieb er den Titel Rock the Rock für die Filmparodie Tell, die im Herbst 2007 in die Kinos kam. Weitere Kompositionen entstanden für den Film Neues vom Wixxer.
Kotowski starb am 4. Juli 2019 nach längerer Krankheit.

## Diskografie
Aufnahmen der Sputniks sind im Bandartikel gelistet.

### Singles
- mit der Uve Schikora Combo: Das muß die Liebe sein (Amiga/1970)
- mit dem Orchester Joachim Kurzweg: Rain, Rain, Rain (Amiga/1973), Glaub es mir (Amiga/1973)
- mit der Theo Schumann Combo: Oh, Liebling (Amiga/1974)
- Peter & Cott’n: Ade, Maria / Dam di del dei (Amiga/1976)
- Peter & Cott’n: Regenlaune / Du brauchst einen Freund (Amiga/1977)

### Stücke auf Kompilationen
- Examen in Musik: Der Morgen war weit, Ich liebte sie vielleicht (Amiga/1973)
- Hallo 1/1975: Zickenrock mit der Modern Soul Band (Amiga/1975)
- Caramba, Caroline: Du brauchst einen Freund als Peter & Cott’n (Amiga/1977)
- Box 1/78: Rund herum als Peter & Cott’n (Amiga/1978)
- Hufnagel: Herz & Verstand (Family Records, 1996), Titel #5 Lass mich bloß in Ruhe und #11 Hey Doc